# بيبي مارتشينا
بيبي مارتشينا (بالإسبانية: Pepe Marchena)‏ هو مغني إسباني، ولد في 7 نوفمبر 1903 في مرشانة في إسبانيا، وتوفي في 4 ديسمبر 1976 في إشبيلية في إسبانيا.

## وصلات خارجية
- بيبي مارتشينا على موقع IMDb (الإنجليزية)
- بيبي مارتشينا على موقع ميوزك برينز (الإنجليزية)
- بيبي مارتشينا على موقع ميوزك برينز (الإنجليزية)
- بيبي مارتشينا على موقع ميوزك برينز (الإنجليزية)
- بيبي مارتشينا على موقع ديسكوغز (الإنجليزية)
- بيبي مارتشينا على موقع ديسكوغز (الإنجليزية)
- بيبي مارتشينا على موقع ديسكوغز (الإنجليزية)
- بيبي مارتشينا على موقع قاعدة بيانات الفيلم (الإنجليزية)